# Kayes (distrikt)
Kayes är ett distrikt i Kongo-Brazzaville. Det ligger i departementet Bouenza, i den sydvästra delen av landet, 220 km väster om huvudstaden Brazzaville.